# Epimedium
Epimedium is een geslacht van ongeveer 25 soorten overblijvende kruiden uit de berberisfamilie (Berberidaceae). In het Nederlands worden ze ook aangeduid als elfenbloem.
De planten komen van nature voor in Zuid-Europa en Midden-, Zuid- en Oost-Azië.
Epimedium-soorten zijn taaie overblijvende kruiden. Ze hebben 'spinachtige' bloemen met vier kroonbladen in het voorjaar of de vroege zomer.

## Gebruik
Veel soorten zouden geslachtsdriftopwekkende eigenschappen hebben.
Volgens overlevering zou dit ontdekt zijn door een Chinese geitenherder, die verhoogde seksuele activiteit bij zijn dieren waarnam nadat ze van deze planten gegeten hadden. De Chinese naam voor de elfenbloemblaadjes is yin yang huo, wat letterlijk 'Geil geitenkruid' betekent.
Het wordt als voedingssupplement verkocht, gewoonlijk als onverwerkt kruid of als pil, apart of samen met andere supplementen.

## Cultuur
Veel hybriden en cultivars worden vanwege hun decoratieve waarde gekweekt. Ze worden toegepast als bodembedekker in de halfschaduw. Ze doen het vaak ook goed in de droge schaduw, mits de grond humus bevat.
De groenblijvende soorten geven onkruid weinig kans op te komen. De bladverliezende soorten hebben vaak opvallend gekleurde bladeren in het voorjaar.

## Taxonomie
Er zijn ongeveer 25 soorten, waaronder:
- Epimedium acuminatum
- Epimedium alpinum (Komt in België en Nederland in het wild voor)
- Epimedium diphyllum
- Epimedium grandiflorum
- Epimedium leptorrhizum
- Epimedium perralderianum
- Epimedium pinnatum
- Epimedium pubigerum
- Epimedium sagittatum
- Epimedium sempervirens
- Epimedium setosum
- Epimedium sutchuenense

## Lezenswaardig
- William T. Stearn, The Genus Epimedium, revised edition 2002, ISBN 0881925438

... · 
Berberis · 
Epimedium · 
Gymnospermium · 
Mahonia · 
Nandina · 
Podophyllum · 
...